# Spilomyia matsumurai
Spilomyia matsumurai är en tvåvingeart som beskrevs av Tokuichi Shiraki 1968. Spilomyia matsumurai ingår i släktet trädblomflugor, och familjen blomflugor. Inga underarter finns listade i Catalogue of Life.